# あくありうむ。
『あくありうむ。』（AQUARIUM）は、エンターグラムより2022年10月27日に発売された恋愛アドベンチャーゲーム。バーチャルYouTuberグループ・ホロライブの所属タレントだった湊あくあが主演とプロデュースを務めた作品で、貴族とメイドの身分差を越えた恋愛を描く。

## 経歴
- 2021年1月28日、湊あくあのライブ「あくあ色 in わんだ〜☆らんど♪」にて制作が発表された[3]。
- 2022年6月10日、制作発表記者会見にてタイトルとジャンルが発表された[3]。
- 2022年9月15日、体験版の配信が開始された[4]。
- 2024年3月16日 - 3月17日、ホロライブを擁するバーチャルYouTuber事務所・ホロライブプロダクションのイベント「hololive SUPER EXPO 2024 Supported By BANDAI」にて、完全新作の制作が発表された[5]。
- 2024年8月7日、湊が同年8月28日にホロライブを卒業することが決定したため、上記の完全新作の制作の中止が発表された[6]。

## 登場人物

### 主要人物
テオ＝フランソワ
本作の主人公。名門貴族「フランソワ家」の長男。あくあとマリンからは「ご主人様」と呼ばれる。他者に対しては、常に丁寧体で話す。10年前に患った熱病の影響で当時の記憶の一部を失っており、それを取り戻そうとしているかように、仲よくなった少女と喧嘩別れした記憶を就寝中に悪夢としてたびたび見ている。
湊あくあ
本作のメインヒロイン。物語の序盤でフランソワ家に入った、テオ専属のメイド。おっちょこちょいな性格で、よく仕事でミスをする。マリンの後輩だが、彼女とはタメ口で話し合い「マリン」「あくたん」と呼び合う仲である。その正体はテオが幼少期に喧嘩別れした少女・みなとその人だが、テオには気づかれていない。
宝鐘マリン
フランソワ家に仕えるメイド。メイドとしての腕は一流で、あくあが入る前はフランソワ家の家事を一人で担っていた。テオを弄ることを生き甲斐としており、体を使って彼を誘惑して「出航」なる行為を迫ることがある。
白上フブキ
テオの姉。テオからは「姉さん」、あくあとマリンからは「お嬢様」と呼ばれる。不在の両親に代わり、フランソワ家を取り仕切っている。剣術に優れており、「白銀の狼」の通り名を持つ。辛いものが好きで、料理は必ず「デーモンソース」というホットソースをかけてから食する。

### その他の人物
NEKO
湊あくあ本人がデザインしたキャラクター。本作では、動物としてではない普通のネコとして登場する。
テオの父
フランソワ家の現在の当主。テオが幼いころに家督争いで兄を家から追放した。作中の時間軸では、辺境の地にて妻とともに反体制派と戦っている。
テオの伯父
テオの父の兄。粗暴な性格で、いつも偉そうにテオの父に指図していたため、彼を含む身内からは煙たがられていた。テオの父によって家から追放された後も、彼の統治をよしとせず反体制派を率いて抵抗を続けている。

## 主題歌
「未だ、青い」
湊あくあによるオープニングテーマ。作詞・作曲・編曲はじん。
「カシオペア」
湊あくあによるエンディングテーマ。作詞・作曲・編曲はハム。

## 移植版
- あくありうむ。 for Windows - 2023年10月26日に発売された、Microsoft Windowsへの移植版[11]。本編に加え、Twitterにて行われた「あなたの考える『あくありうむ。』シチュエーション大募集！」から生まれたストーリーを収録している[11]。

## 開発
本作は、湊あくあが自身のYouTubeチャンネルの登録者数が100万人を突破した際に、その記念に要望を一つ叶えることをホロライブの運営から提案され、それに「ゲーム作りたいです」と返したことから制作が決定した。ゲームジャンルは湊が幼少期からプレイしていて制作のイメージがしやすい美少女ゲーム（恋愛アドベンチャーゲーム）が選ばれ、シナリオは湊が考案した『ロミオとジュリエット』のようなイメージをベースにエンターグラムによって制作された。

## スタッフ
- シナリオ原案・プロデュース - 湊あくあ
- ディレクター - 森廣達哉
- 作画 - はねこと
- シナリオ - 根本みち
- SDイラスト - むーらん
- 原画 - はねこと、助六、葉兎
- 色彩設定 - はねこと、かとう
- 衣装デザイン - はねこと、助六、森廣達哉
- スクリプト - TAKA（株式会社日和）、森廣達哉
- 背景美術 - 胡太郎、林★悠介
- 小道具イラスト - 葉兎
- 彩色 - かとう、輝月一、正宗、劉雅、冨田文子
- イラスト仕上げ - 葉兎、島田碧
- オープニングムービー - Roly、Syamo
- オープニングアニメーション制作 - シマダ
- エンディングムービー制作 - Ma-ki
- 楽曲制作 - ハム（Foxtail-Grass Studio）
- デザイン・タイトルロゴデザイン - 藤宮藍
- 演出用動画制作 - 森廣達哉、Ma-ki、街田ヨル
- デバッグ - スギモトユウキ、岩崎茂、森廣達哉、平山陽一
- WEBディレクション - 藤宮藍、眞白
- 広報 - 宮崎聡、黒河英虎
- プロダクトマネージャー - 平山陽一
- 協力 - カバー株式会社
- スペシャルサンクス - ホロライブプロダクション、がおう、凪白みと、あかさあい

## 評価
本作は、2023年7月13日時点で累計5万本を売り上げた。また、ファミ通・電撃ゲームアワード2022にて、主演の湊あくあとともに「アクター部門 最優秀賞」を受賞した。

## 関連作品
- おかゆにゅ〜〜む! - ホロライブとエンターグラムのコラボレーションである恋愛アドベンチャーゲームの第2弾[13]。

## タイアップ
この素晴らしい世界に祝福を!〜呪いの遺物と惑いし冒険者たち〜
コラボレーションキャンペーンとして、2022年8月20日から8月21日にかけて、日本・ベルサール秋葉原にて開催された、サブカルチャーフェス「アキバヤバイ2022」にて、「あくあ×アクア コラボうちわ」が配布された。